# Wyoming National Guard

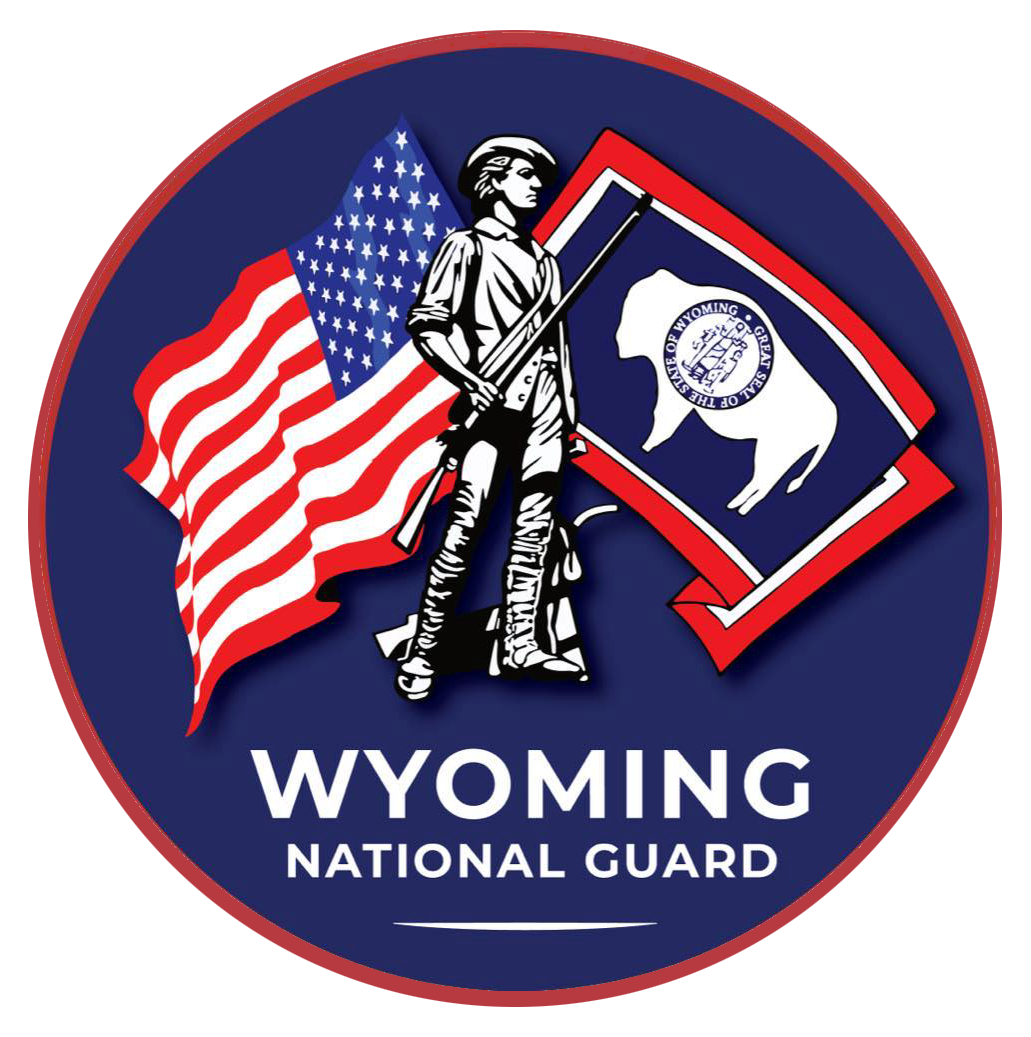
Logo der Wyoming National Guard

Die Wyoming National Guard (WYNG) des Wyoming Military Department des US-Bundesstaates Wyoming ist Teil der im Jahr 1903 aufgestellten Nationalgarde der Vereinigten Staaten (akronymisiert USNG) und somit auch Teil der zweiten Ebene der militärischen Reserve der Streitkräfte der Vereinigten Staaten.

## Organisation
Die Mitglieder der Nationalgarde sind freiwillig Dienst leistende Milizsoldaten, die dem Gouverneur von Wyoming (aktuell Mark Gordon) unterstehen. Bei Einsätzen auf Bundesebene ist der Präsident der Vereinigten Staaten Commander-in-Chief. Adjutant General of Wyoming ist Major General Greg Porter.
Die Wyoming National Guard besteht aus den beiden Teilstreitkraftgattungen des Heeres und der Luftstreitkräfte, namentlich der Army National Guard und der Air National Guard. Die Wyoming Army National Guard hatte 2017 eine Stärke von 1508 Personen, die Wyoming Air National Guard eine von 1170, was eine Personalstärke von gesamt 2678 ergibt.

## Geschichte
Die Wyoming National Guard führt ihre Wurzeln auf die Gründung von Milizverbänden im Jahr 1870 zurück, der erste unionsweit anerkannte Verband waren die „Grays“ (Company A des 1st Wyoming Regiment) im Jahr 1888. Als offizielles Gründungsdatum der WYNG gilt der Mai 1894. Die Nationalgarden der Bundesstaaten sind seit 1903 bundesgesetzlich und institutionell eng mit der regulären Armee und Luftwaffe verbunden, so dass (unter bestimmten Umständen mit Einverständnis des Kongresses) die Bundesebene auf sie zurückgreifen kann. 
Wyoming unterhält keine aktive Staatsgarde, die allein dem Bundesstaat verpflichtet wäre.

## Wichtige Einheiten und Kommandos
- Joint Forces Headquarters in Cheyenne (Wyoming)
  - Wyoming Army National Guard Medical Detachment
  - Recruiting and Retention Battalion
  - Training Site Command (Guernsey)
  - Detachment 53, Operational Support Airlift Command

### Army National Guard
- 94th Troop Command
  - 67th Army Band in Wheatland
  - 133rd Engineer Company in Laramie und Rock Springs
  - C Company, 1st Battalion, 297th Infantry Regiment in Evanston und Afton
  - G Company, 2nd Battalion, 211th Aviation in Cheyenne
  - 197th Public Affairs Detachment in Laramie
- 115th Field Artillery Brigade
  - 148th Signal Company in Cheyenne
  - 2nd Battalion, 300th Field Artillery in Casper, Gillette und Lander
  - 920th Forward Support Company in Douglas und Torrington
  - 960th Brigade Support Battalion in Sheridan, Worland, Lovell und Powell
- 213th Regiment - Regional Training Institute in Guernsey

### Air National Guard
- 153th Airlift Wing auf der Cheyenne Air National Guard Base, ausgestattet mit Lockheed C-130